# Baytona
Baytona es un pueblo canadiense situado en la provincia de Terranova y Labrador.

## Superficie
Baytona tiene una superficie de 15,15 km².

## Demografía
En 2021, tenía 251 habitantes, una densidad poblacional de 16,6 hab./km², y 162 viviendas.